# Яготінська
Яго́тінська (рос. Яготинская) — селище у складі Благовіщенського району Алтайського краю, Росія. Входить до складу Яготінської сільської ради.

## Населення
Населення — 22 особи (2010; 46 у 2002).
Національний склад (станом на 2002 рік):
- казахи — 46 %
- українці — 30 %